# Hans van Eijck

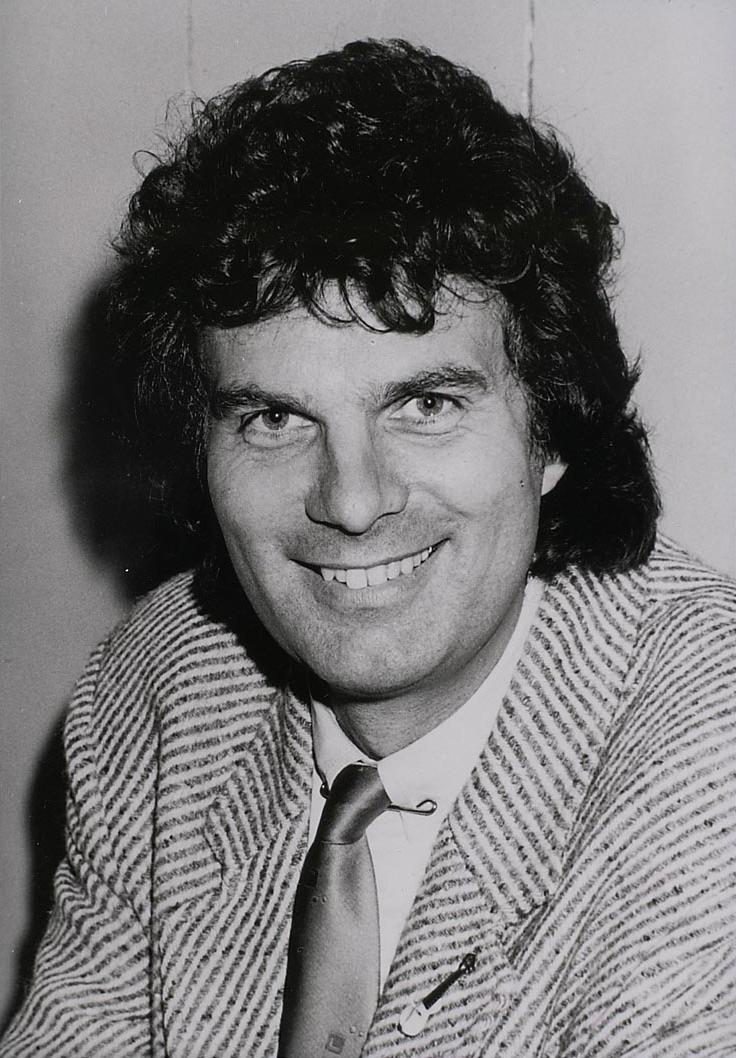
Hans van Eijck

Hans van Eijck (* 7. Mai 1946 in Den Haag) ist ein niederländischer Musiker, Komponist und Produzent.
Van Eijck war ab 1966 Mitglied bei der Beatmusikgruppe Tee Set. Für sie schrieb er die Hits Ma belle amie und She likes Weeds. Nach der Bandauflösung komponierte er auch Melodien für Werbung und Fernsehserien. Im Jahr 1992 wurde er mit der Gouden Harp ausgezeichnet.